# مارتن توث
مارتن توث هو لاعب كرة قدم سلوفاكي في مركز الدفاع، ولد في 13 أكتوبر 1986 في نيترا في سلوفاكيا. لعب مع نادي سبارتاك ترنافا ونادي سلوفان ليبيريتس ونادي نيترا.

## وصلات خارجية
- مارتن توث على موقع قاعدة بيانات كرة القدم.إي يو (الإنجليزية)
- مارتن توث على موقع Soccerway.com (الإنجليزية)